# Anita Välkki
Anita Välkki est une soprano finlandaise née le 25 octobre 1926 à Sääksmäki et morte le 27 avril 2011 à Helsinki.

## Biographie
Anita Välkki naît le 25 octobre 1926 à Sääksmäki (Valkeakoski),.
Elle étudie à Helsinki et commence sa carrière comme actrice et dans l'opérette avant de faire ses débuts à l'Opéra national de Finlande en 1955. Soprano, elle chante à l'Opéra royal de Stockholm à partir de 1960, à Prague et à Londres, où elle fait ses débuts à Covent Garden en 1961 dans le rôle de Brünnhilde (L'Anneau du Nibelung). Dans le même rôle, elle se produit au Metropolitan Opera de New York, en 1962, au Festival de Bayreuth, en 1963 et 1964, ainsi qu'avec le Scottish Opera, en 1966,.
Anita Välkki se produit également à Vienne, à Mexico et à Philadelphie. Parmi ses rôles de prédilection, outre Brünnhilde, qui convient parfaitement à « sa voix puissante et lumineuse et sa personnalité scénique attachante », figurent Santuzza, Aida, Turandot et Kundry,.
Dans son pays natal, elle est Mary en 1983 dans Le Vaisseau fantôme de Richard Wagner au festival de Savonlinna, et chante dans Juha (en) d'Aarre Merikanto à Helsinki en 1986.
Anita Välkki meurt le 27 avril 2011 à Helsinki,.